# Sadat Bukari
Sadat Bukari (n. 12 aprilie 1989, Wa), este un fotbalist ghanez, care în prezent este liber de contract.

## Palmares
Étoile du Sahel
- Supercupa CAF: 2008
- Cupa Confederației CAF: 2008
- Championnat de Tunisie (vicecampion): 2007-2008
- Cupa Președintelui Tunisiei (vicecampion): 2007-2008

Maccabi Haifa
- Israeli Premier League (vicecampion): 2009-2010

Astra Giurgiu
- Cupa României: 2013-2014
- Supercupa României: 2014